# Sevivon

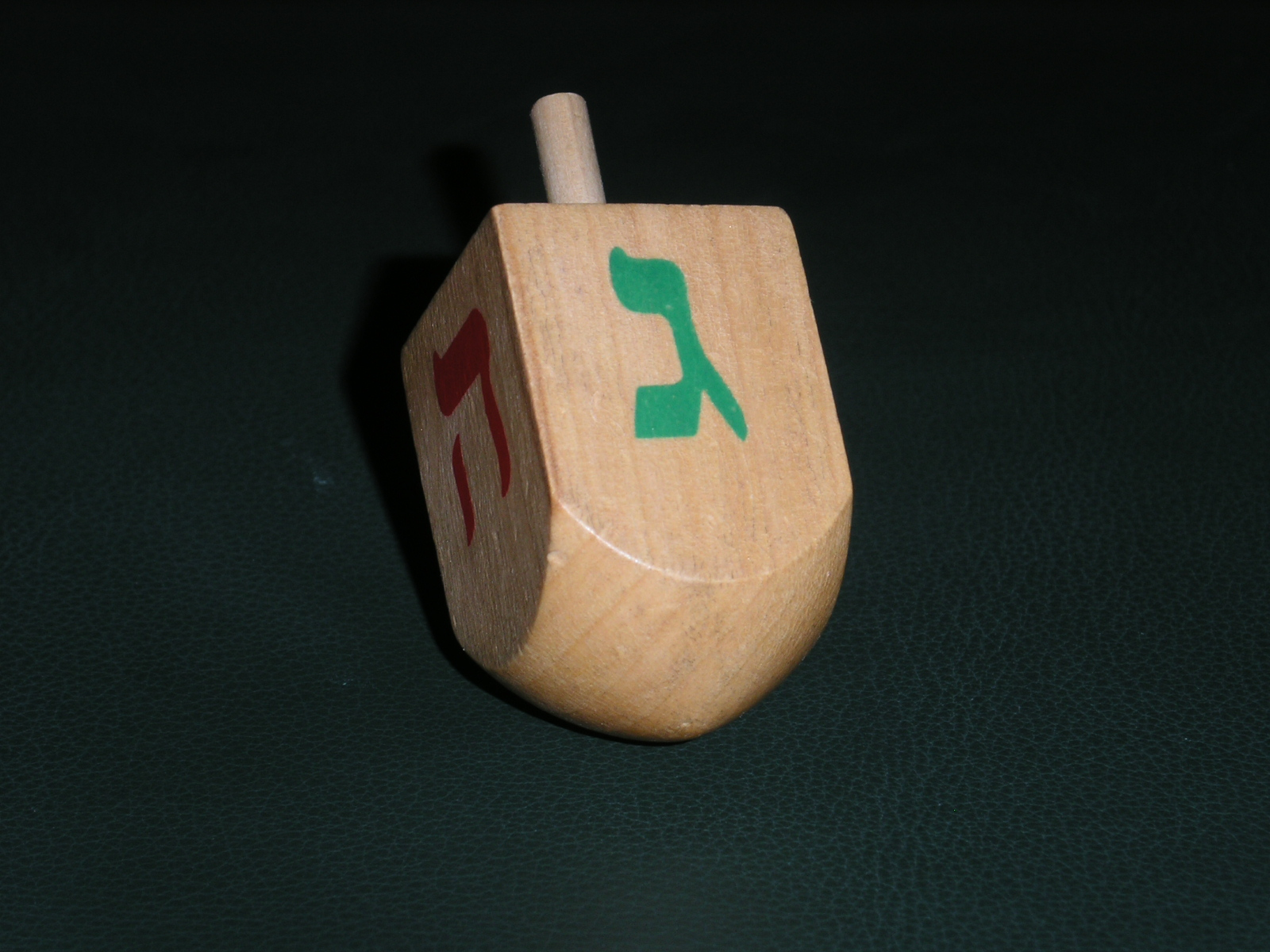
Un Sevivon in legno

Sevivon (in ebraico סביבון‎?) o dreydl (in yiddish דרײדל) è un oggetto ludico tipico della festa di Chanukah. È simile, per esempio, al Barralliccu sardo.
Si tratta di una sorta di trottola a quattro facce: su ciascuna delle facce è impressa una lettera dell'alfabeto ebraico: נ (Nun), ג (Gimel), ה (He), ש (Shin) che formano l'acronimo che sta per "נס גדול היה שם" (Nes Gadol Hayah Sham – "Un grande miracolo accadde là"). Queste lettere fanno anche parte di una frase mnemonica per ricordare le regole del gioco d'azzardo in cui si usa il dreidel: Nun sta per la parola Yiddish nisht ("niente"), Hei sta per halb ("metà"), Gimel per gants ("tutto"), e Shin per shtel ayn ("metti").
In Israele, la quarta faccia del sevivon, di regola, riporta la lettera פ (Pe), rendendo l'acronimo, "נס גדול היה פה", Nes Gadol Hayah Poh, ovvero "Un grande miracolo accadde qui", in riferimento al miracolo che è accaduto in Terra di Israele e che viene ricordato durante la festività di Chanukah.

## Etimologia
La parola Yiddish "dreydl" deriva dal verbo "dreyen" ("girare", simile al tedesco "drehen"). La parola ebraica "sevivon" deriva dalla radice "SBB" ("girare") e venne inventata da Itamar Ben-Avi (figlio di Eliezer Ben Yehuda) quando aveva 5 anni. Hayyim Nahman Bialik usava un'altra parola, "kirkar" (dalla radice "KRKR"-"ruotare") nei suoi poemi, ma non si radicò nella lingua parlata.

## Simbolismo
Alcuni rabbini ascrivono un significato simbolico ai segni sulle facce del dreydl. Alcuni, per esempio, sostengono che le quattro lettere sono un riferimento alle quattro nazioni che avevano dominato Israele: Babilonia, Persia, Grecia e Antica Roma.

## Regole del gioco
All'inizio della partita, ciascun giocatore ha una quantità prefissata (solitamente 10-15) di fiche. Le fiche possono essere qualsiasi cosa: denaro, monete di cioccolato, monetine, fagioli, ecc.
- All'inizio di ogni turno, ogni partecipante mette sul "piatto" centrale una fiche. In più, se il piatto è vuoto, oppure, talvolta, se c'è solo una fiche nel piatto, ciascun giocatore ne aggiunge una al piatto.
- Ogni giocatore fa girare il sevivon una volta durante il proprio turno. A seconda dalla faccia superiore che appare dopo che la trottola ha smesso di girare, il giocatore agirà in qualche modo o meno:
  - Se si vede נ (nun), il giocatore non fa nulla
  - Se si vede ג (gimel), il giocatore prende tutto quello che c'è nel piatto
  - Se si vede ה (he), il giocatore prende metà di quello che c'è nel piatto. Se c'è un numero dispari di fiche nel piatto, il giocatore arrotonda per eccesso il numero di fiche da prendere.
  - Se si vede ש (shin) o פ (pe), il giocatore aggiunge una fiche al piatto (spesso si fa cantando un ritornello). In alcune versioni del gioco, devono essere messe tre fiche, rendendo il gioco più equo.
- Se un giocatore termina le fiche, è dichiarato "fuori gioco". In alternativa, può chiedere un "prestito" ad un altro giocatore.

## Collezioni
Il divertimento nell'età infantile ha portato molti adulti a voler collezionare sevivonim / dreydlekh durante l'età adulta. Istituzioni ebraiche come il Spertus Institute of Jewish Studies, la Yeshiva University e il Temple Emanu-El di New York, ospitano collezioni di sevivonim, come anche alcuni musei, tra cui lo Spinning Top and Yo-Yo Museum di Burlington, Wisconsin.